# تمندگان
تمندگان (فلاورجان)، روستایی از توابع بخش پیربکران شهرستان فلاورجان در استان اصفهان ایران است.

## جمعیت
این روستا در دهستان گرکن شمالی قرار دارد و براساس آمارگیری انجام شده توسط خانه بهداشت، (مرداد ماه سال۱۳۹۷)، ۷۹۰ نفر می‌باشد.